# Historia del remo donostiarra

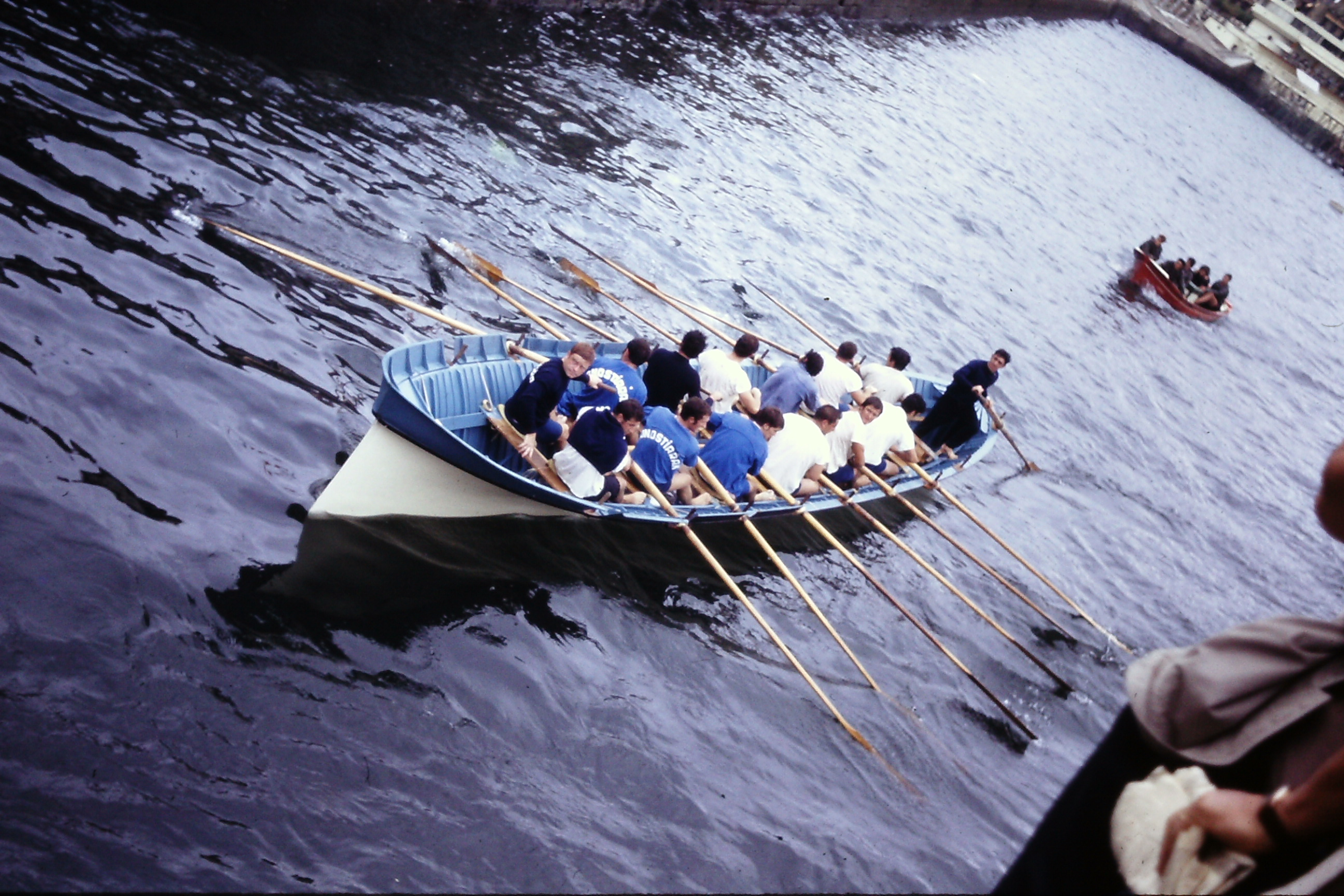
Trainera donostiarra en 1971, arribando a la rampa del muelle, tras disputar la Bandera de la Concha

El remo donostiarra ha obtenido, además de numerosas Banderas de la Concha, los galardones más importantes casi todas las modalidades de este deporte. Muestra de ellos son los Campeonatos de España logrados en trainera, trainerilla, batel, las categorías más importantes del banco móvil, e incluso en Llaüt del Mediterráneo (ver la sección del palmarés).
En el remo de banco fijo, las traineras de San Sebastián han sido históricamente competitivas, ya que ha sido un deporte con amplia tradición en la ciudad. Y es que, tras las punteras cuadrillas de pesca de la transición de los siglos XIX y XX, ha habido un total de 12 clubes donostiarras diferentes que han competido en trainera, y algún otro más en batel y trainerillas.
En la era tradicional, cuando las traineras las formaban las diversas cuadrillas de pescadores con su patrón, Donostia era una de las traineras más punteras (está en el tercer puesto del ranking histórico de Banderas de la Concha, con 14 banderas). Del mismo modo, en la era moderna, cuando los diversos clubs de la ciudad formaban su propia trainera y competían en el agua más de una trainera donostiarra, era habitual que hubiera más de una trainera donostiarra en la Bandera de la Concha, dando un nivel alto, aunque en los últimos años ha habido un bajón de resultados.
En el remo olímpico, los donostiarras fueron pioneros en el País Vasco. Ur-Kirolak surgió en la década de 1920 para fomentar la práctica de esta modalidad. Consiguieron triunfos y campeonatos de España desde los mismos inicios, y se convirtieron en referentes del remo móvil estatal durante décadas, siendo uno de los clubs con mayor número de campeonatos.
Aunque algunos clubs han tenido diferentes colores, el color que históricamente ha distinguido a la ciudad de San Sebastián en el remo de traineras es el blanco.

## Historia de las traineras donostiarras

### Primeras menciones

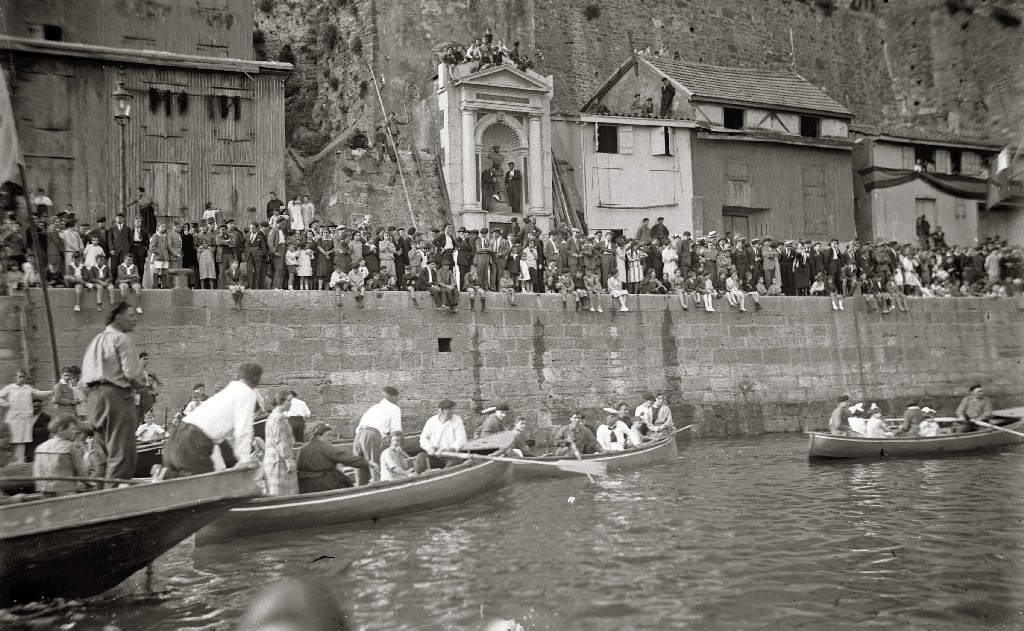
Ambiente en un día de regatas en 1926

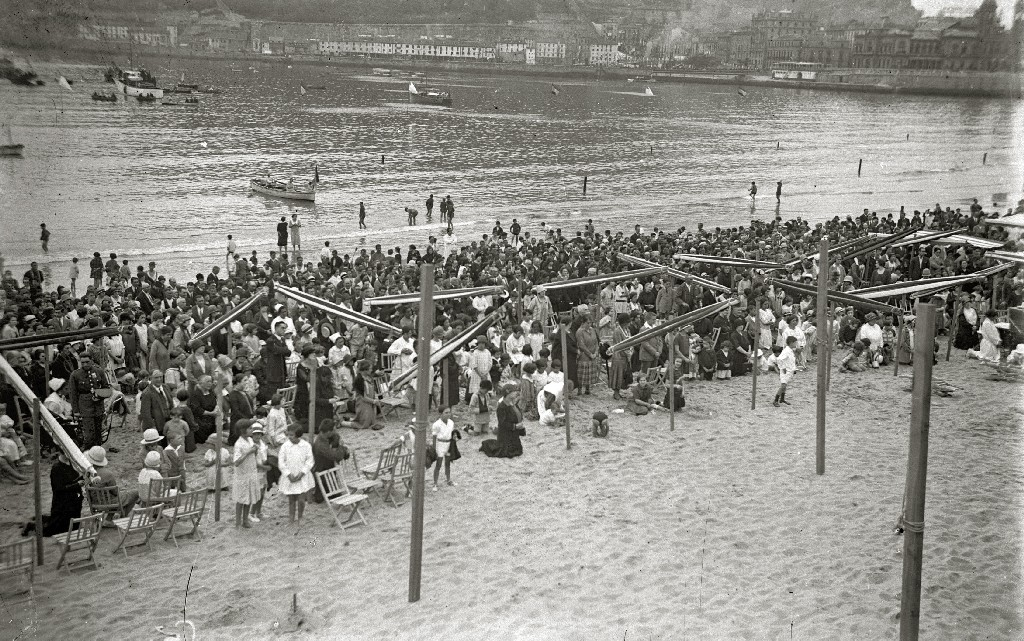
Vista de la playa en un día de regatas en San Sebastián en 1926

La primera mención de una regata organizada en San Sebastián es la de una regata celebrada el 12 de agosto de 1845, cuando compitieron nueve traineras guipuzcoanas (Fuenterrabía, Pasajes, San Sebastián, Orio, Zaráuz, Guetaria, Zumaya, Deva y Motrico) en la bahía de la Concha y resultó vencedora la embarcación donostiarra. Hay otras menciones durante los siguientes años, como una regata del 15 de agosto día de la Virgen de 1852, y la participación de una trainera donostiarra en una regata en Bayona en 1853.

### Los grandes patrones (1879-1931)
Pero la verdadera historia comienza en 1879 con la primera edición de la Bandera de la Concha, obteniendo la victoria una trainera donostiarra, de nombre Lequeitiana.  Esa primera etapa del remo en trainera es la de los patrones de pesca, y de esa época nos vienen a la memoria los granders patrones como Luis Karril, "Kiriko" o "Soterotxo".
Se puede decir que es la época en donde más capacidad competitiva han tenido las traineras donostiarras, y en la que cosecharon mayor número de triunfos (de las 30 primeras ediciones de la Bandera de la Concha, ganaron en 13 de ellas, incluyendo el récord de 7 banderas consecutivas).
Estos son los patrones más conocidos de aquella época:
Juan Kruz Karril "Txorrolo"
Ganó la primera edición de la Concha, en 1879, con la trainera Lequeitiana, imponiéndose sobre dos traineras oriotarras, y el año siguiente quedó en segunda posición. Participó en 1889 y 1890, siendo vencido por Luis Karril, su hermano, y en 1892, superado por Kiriko.
Joxe Jabier Uresberueta
Ganador de la Bandera de la Concha de 1883, con la trainera Angelita. Quedó segundo en la edición de 1898, y participó también en la de 1906. Venció al gran Luis Karril en una regata de la Concha en 1882, aunque está por ver si se refiere a la Bandera de la Concha o a otra regata que se celebró en la bahía. Fue el primer patrón de pesca en introducir vapores de pesca en el puerto de San Sebastián.
Jose Mari Iturriza
Vencedor de la Concha de 1887. Hay un patrón de apellido Iturriza que tomó parte en alguna otra edición, pero no aparece el nombre de pila en los registros, por lo que no se puede saber si era Jose Mari o era Manuel (que también participó en otras ediciones).
Luis Karril
Uno de los iconos del remo donostiarra y de la historia del remo en general, tanto por sus logros deportivos como por su trágico final. Luis Karril, ganó la Bandera de la Concha de 1889 y 1890. Del mismo modo, venció en 1890 en un desafío de remo contra Ondárroa, uno de los desafíos más famosos de la historia del remo. Una trainera de Baiona le retó a Donostia, y en ese caso la trainera de Luis Karril resultó perdedora en circunstancias polémicas. Tras esa derrota dejó de un lado la labor de patronear la trainera donostiarra, responsabilidad que recayó en manos de Kiriko, por recomendación del mismo Karril.
Falleció ahogado en un trágico naufragio en octubre de 1892, junto a otros ocho pescadores de su cuadrilla, tras volcar su lancha mientras estaban faenando. Tras permanecer aferrados a la quilla durante horas, se fueron soltando uno a uno totalmente agotados. Sobrevivieron solo cuatro integrantes de la cuadrilla de pescadores.
Francisco Zubiaurre "Kiriko"
El patrón donostiarra más laureado, ya que venció en 5 Banderas de la Concha, además de otras regatas de prestigio. Tomó las riendas de la trainera en 1891, y ganó la Concha, al igual que en 1892 y 1894. Con estas tres victorias, se culminaba una tacada de 7 banderas consecutivas ganadas por Donostia (récord de ediciones consecutivas en la historia de la Bandera de la Concha). Ante tal superioridad y otras razones esgrimidas, el año siguiente, 1895, se les prohibió la participación a las traineras donostiarras, ya que la organización quería promocionar la participación de otras poblaciones.
Kiriko abandonó la labor de patronear la trainera donostiarra durante varios años. Retomó dicha labor en 1918, y continuaron sus triunfos durante el trienio 1918-1920: ganó dos Conchas más (1918 y 1920, habiendo perdido la posibilidad de ganar la de 1919 al romper un remo un remero de la tripulación donostiarra) y la famosa Bandera del Abra de Bilbao (1919), donde realizó su histórica ciaboga.
Francisco Silva
Ganó la Concha de 1897, y participó en otras ediciones de la Bandera de aquella década. En la prohibición de 1895 anteriormente citada, se organizó otra regata para traineras donostiarras a modo de desagravio, resultando vencedora la de Silva.
Patxi Bakeriza "Soterotxo"
En 1915, los donostiarras no tenían intención de sacar trainera, pero al final formaron cuadrilla con Soterotxo de patrón. Eran años en que hubo polémicas en el entorno del remo donostiarra; en la ciudad había dudas sobre el proyecto, temiendo hacer un flojo papel al ser kaxkariña Soterotxo y tener dudas sobre la cuadrilla. Aun así, vencieron ese año, rompiendo los pronósticos, y quedaron segundos en 1916. Ganó una segunda Concha en 1922, quedando segundo en 1923. No obtuvo mejores resultados en participaciones posteriores.

### Los primeros clubs (1932-1946)

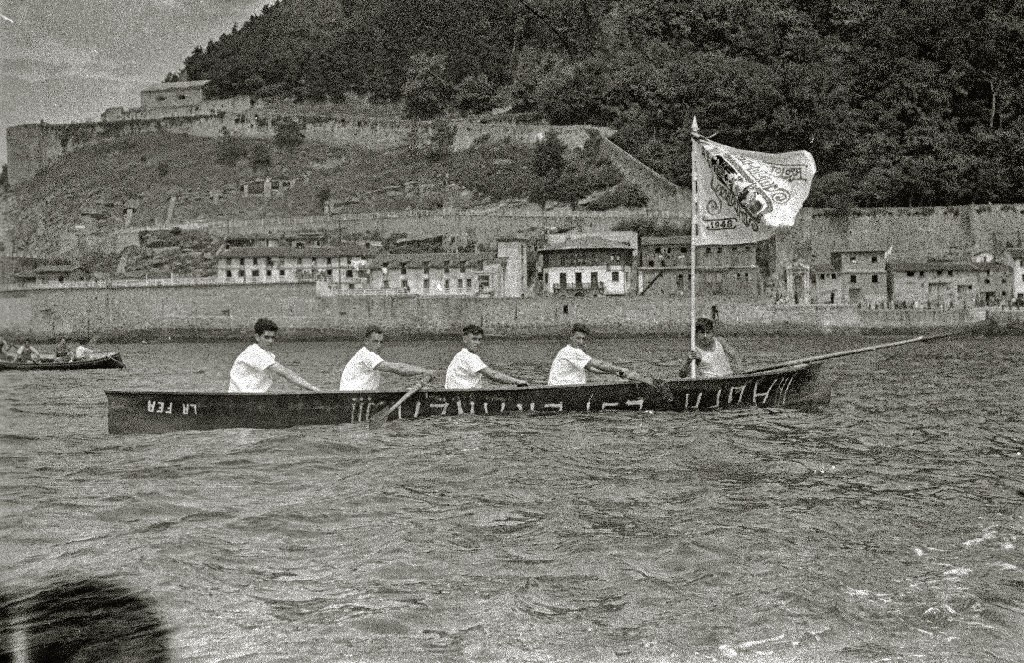
Batel del Club Deportivo Esperanza en la bahía de la Concha en 1946

La primera época de las cuadrillas de pesca finaliza en la década de 1920, tras la cual llegó al remo donostiarra la época de las sociedades o clubs. Esta es una evolución importante para el remo de la ciudad, no solo porque de fin a la época más laureada y competitiva, sino porque dio paso a una gran diversidad de iniciativas; no en vano en la Bandera de la Concha llegan a competir un total de diez clubs donostiarras diferentes a lo largo de la historia.
Este cambio se concreta en la edición de 1932. En dicha edición, participaron dos clubs donostiarras en la Bandera de la Concha, cada uno con su nombre y no con el de la ciudad. Amaikak Bat quedó segundo, detrás de Pasajes de San Pedro, y Empuje fue cuarto. En las dos traineras, patroneaban familiares de Soterotxo, es decir, patrones de la familia de los Bakeriza. En 1933 también participan los dos clubs, quedando tercero Amaikak Bat y en última posición Empuje.
En los años siguientes, continúa Amaikak-Bat compitiendo en solitario en representación de los donostiarras, quedando cuartos en 1934 y quintos en 1935. Obtuvieron como mejor clasificación otra vez una segunda posición en 1940, con Eustakio Iraola "Famao" de patrón, pero resultando ganadores en la segunda jornada de la Bandera, hecho ampliamente celebrado en la ciudad. Participaron en 1942 por última vez. En 1941, Amaikak Bat no participó, a causa de las cargas económicas contraídas el año anterior, y muchos de sus remeros regatearon con el equipo de Chimparta, creado ad hoc para la ocasión, en el que colaboraron también numerosos directivos del Amaikak.
En la década de 1940 compitió una segunda trainera donostiarra junto con la de Amaikak-Bat: en 1940, con los remeros del Cuartel Militar de Loiola se creó una trainera, con el nombre de la sociedad Loiolatarra. Consiguieron algunos cuartos puestos como mejor resultado, y en la edición de 1942, al tener numerosos remeros de sobra, sacaron una segunda trainera bajo el nombre de Armada.
En 1945, ganó San Sebastián su primer Campeonato de España de Traineras con Eustakio Iraola "Famao" de patrón. En un principio los donostiarras no estaban clasificados para el campeonato pero, tras la retirada de Pasajes de San Pedro, la trainera de Donostia de "Famao" ocupó su lugar, bajo el nombre de Sindicato de Pesca de Guipuzcoa y con la trainera Teresita. Vencieron a la trainera de Fuenterrabía, siendo estas dos traineras las únicas que decidieron salir a regatear ante el mal tiempo y en medio de diversas reclamaciones y alguna que otra queja reglamentaria.

### Esperanza y Jaizkibel (1947-1967)
Son los dos clubs que marcan el remo donostiarra en las décadas de 1950 y 1960.
El Club Deportivo Esperanza debutó en 1947 en la Concha, fue la que obtuvo la última de las banderas que hasta la fecha se ha quedado en San Sebastián, ganando la edición de 1950. Quedó segundo en 1949 tras Pedreña, y para la de 1950 Zierbena era la gran favorita; pero el núcleo de siete remeros donostiarras se reforzó con remeros de pueblos cercanos, saliendo Esperanza vencedor, con Antonio Korta "Pintxan" de patrón. La trainera estuvo en activo hasta 1958, consiguiendo algunas victorias más como la Bandera de Santander de 1950, por delante de la poderosa Pedreña, y el segundo puesto de la Concha de 1952. También trabajó en otras modalidades, consiguiendo ser el vencedor del Campeonato de España de Bateles de 1948.
El Club Atlético Jaizkibel sacó trainera entre 1960 y 1967. Formaban la trainera jóvenes que estaban haciendo el servicio militar, siendo patrón Jose Urdanbide "Gorrión". Quedaron segundos en la Concha en 1961. En 1962, hicieron el mejor tiempo el primer domingo, pero después dieron preferencia a remar la Copa del Generalísimo en Coruña, por haber mejores premios. Ganaron la Copa, pero quedaron terceros en la Concha, dándose además en la segunda jornada la circunstancia de que perdieron la palca en la ida y un tiempo considerable al tener que achicar agua ante el mal tiempo reinante. En los años siguientes siguieron participando en Galicia y Donostia, sacando mejores resultados en Coruña (segundos en 1963 y 1965). También participaron en la liga guipuzcoana de trainerillas desde 1960, año en el que fueron quintos en la clasificación final. Pero el triunfo más importante en esta especialidad lo obtuvieron en 1961 tras vencer contra pronóstico a Txapel Aundi y San Juan en la bandera de Zarauz.
La tripulación del barrio de Ibaeta también participó en la Bandera de la Concha, en su edición de 1961. Para completar la tripulación, sumaron algunos remeros de Txapel Aundi a su plantel habitual de la liga de trainerillas, bajo el patrón Ángel Isturiz.
En los primeros años 60, aunque no saca trainera, la sociedad deportiva Txapel Aundi consigue triunfos en la modalidad de trainerilla, incluyendo un Campeonato de España de Trainerillas (en 1962), la segunda y tercera ediciones de la liga guipuzcoana de trainerillas en 1961 y 1962 y también en 1961 el Campeonato del Cantábrico en Bermeo. También la sociedad donostiarra Kai-alde sacó trainerilla a finales de la década de 1960, y compitió en la Liga de Guipúzcoa de Trainerillas durante varios años.

### Rivalidad entre clubs (1968-1995)
Tras la etapa de Jaizkibel, diversos clubs de la ciudad dan el paso de sacar trainera. Algunos son clubs de nueva creación, y otros son clubs que anteriormente se dedicaban a otras modalidades como el remo olímpico. Llega a haber hasta cuatro traineras donostiarras durante algunas temporadas: C.R. Donostia, C.R.O. Arraun Lagunak, S.D.N. Ur-Kirolak y C.D. Fortuna.
La C.R. (Comisión de Remo) Donostia fue la primera en botar trainera, en 1968, Arraun Lagunak compitió en trainera por primera vez en 1971, Ur-Kirolak en 1982 y Fortuna en 1983.
Fue una época de un rendimiento ciertamente competitivo. Muestra de ello es que entre 1983 y 1994, en 12 ediciones de la Bandera de la Concha, 8 veces hubo dos traineras donostiarras en la Bandera, es decir, un segundo club donostiarra se clasificó vía eliminatoria del jueves; además, entre 1981 y 1994, de 14 ediciones 9 veces logró una trainera de San Sebastián clasificarse entre los cuatro primeros. La mejor clasificación fue un segundo puesto de Ur-Kirolak en 1983; C.R. Donostia fue tercero en 1981, y Arraun Lagunak tercero en 1991 y 1992. C.R. Donostia llegó a ganar la Clasificatoria de la Concha en 1976 (en aquella época se celebraba en Fuenterrabía).
Entre los triunfos más señalados, cabe resaltar que Arraun Lagunak ganó el Campeonato de España y el Campeonato del País Vasco de Traineras en 1992.
En la recién creada Liga Vasca de Traineras, Arraun Lagunak se clasificó en cuarto lugar en 1994 y Ur-Kirolak fue sexto.
Como curiosidad, hay que resaltar que fue Donostia la primera de todo el Cantábrico que pintó la trainera de un color diferente al negro habitual en todas las embarcaciones hasta esa fecha: en 1969, el patrón Garín pintó su trainera con el color donostiarra en el remo, el blanco (a principios del siglo XX hubo años sueltos en que alguna trainera que se pintó, pero como hecho puntual y sin vocación de continuidad, y sin ánimo de resaltar el vínculo color-pueblo).

### Primeras fusiones y necesidad de cambio (1996-2007)

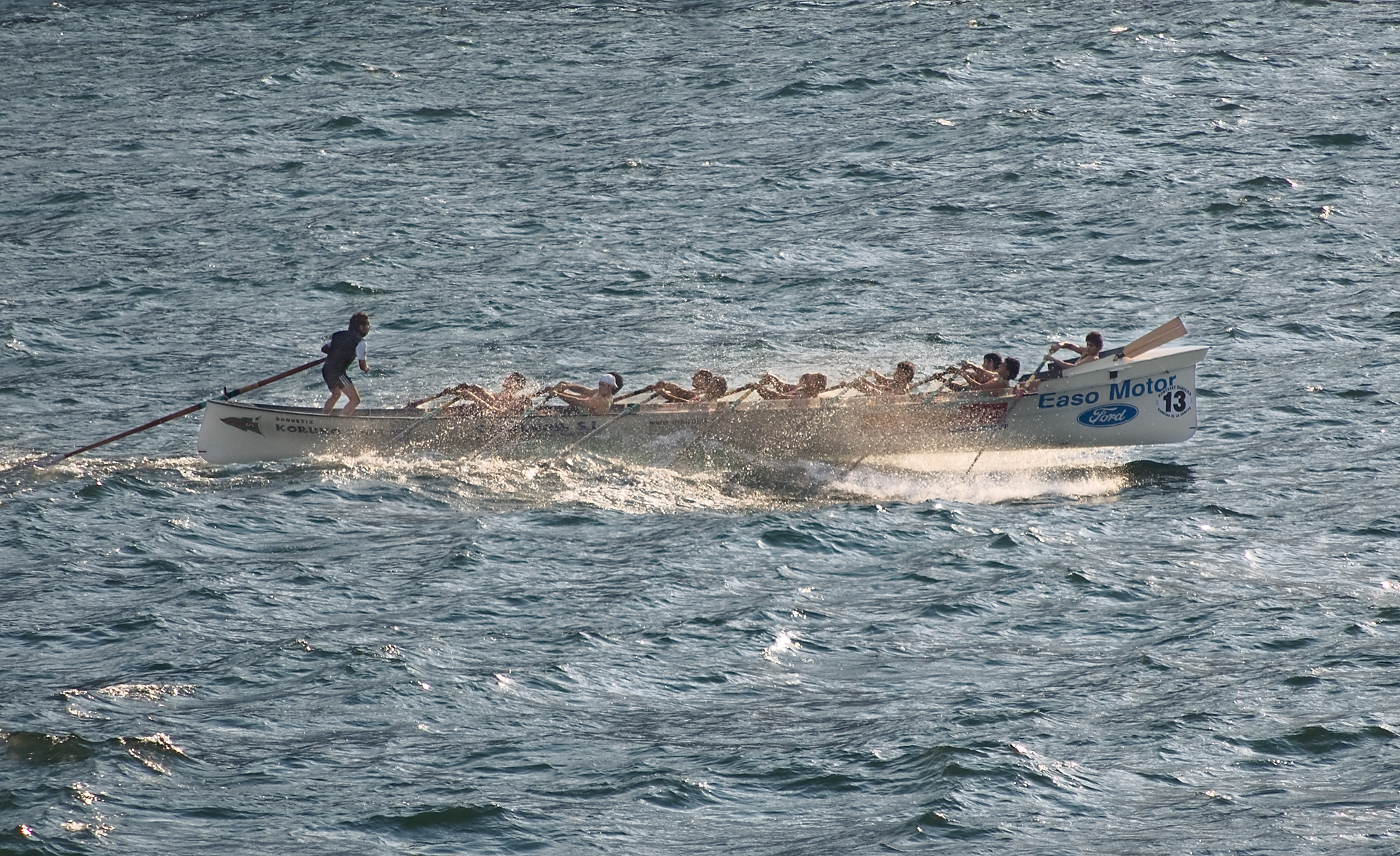
Trainera de Ur-Kirolak en la Concha de 2007

Esta situación duró hasta principios de la década de 1990, en donde todavía se compite a gran nivel. Posteriormente, a fines de la década de 1990 y principios de la siguiente, el nivel competitivo de las traineras donostiarras empieza a decaer. Durante esos años, los clubs históricos empezaron a tener dificultades, tanto económicos como de número de remeros.
Era tiempo de buscar soluciones y en 1996, C.R. Donostia y Arraun Lagunak se fusionaron, creando Donostia Arraun Lagunak.
En años posteriores, se realizó algún intento de botar una trainera unificada, pero fueron intentos sin respuesta positiva. Hubo años en los que incluso no había suficientes recursos para completar tripulación para las diversas traineras, y en algunos años distintos clubs donostiarras dejaron de participar en alguna temporada de traineras. En este contexto, una consecuencia lógica fue que los resultados deportivos fueron empeorando paulatinamente, aunque Ur-Kirolak tuvo ocasión de vencer en la Liga Federativa de 2003. Consiguientemente, fue agravándose la dificultad, ya existente anteriormente, de retener a los mejores remeros de casa. Para dar solución a la negativa situación, se consideró inevitable unir recursos y esfuerzos del remo donostiarra.

### Creación de la trainera unificada Donostiarra (2008 -... )

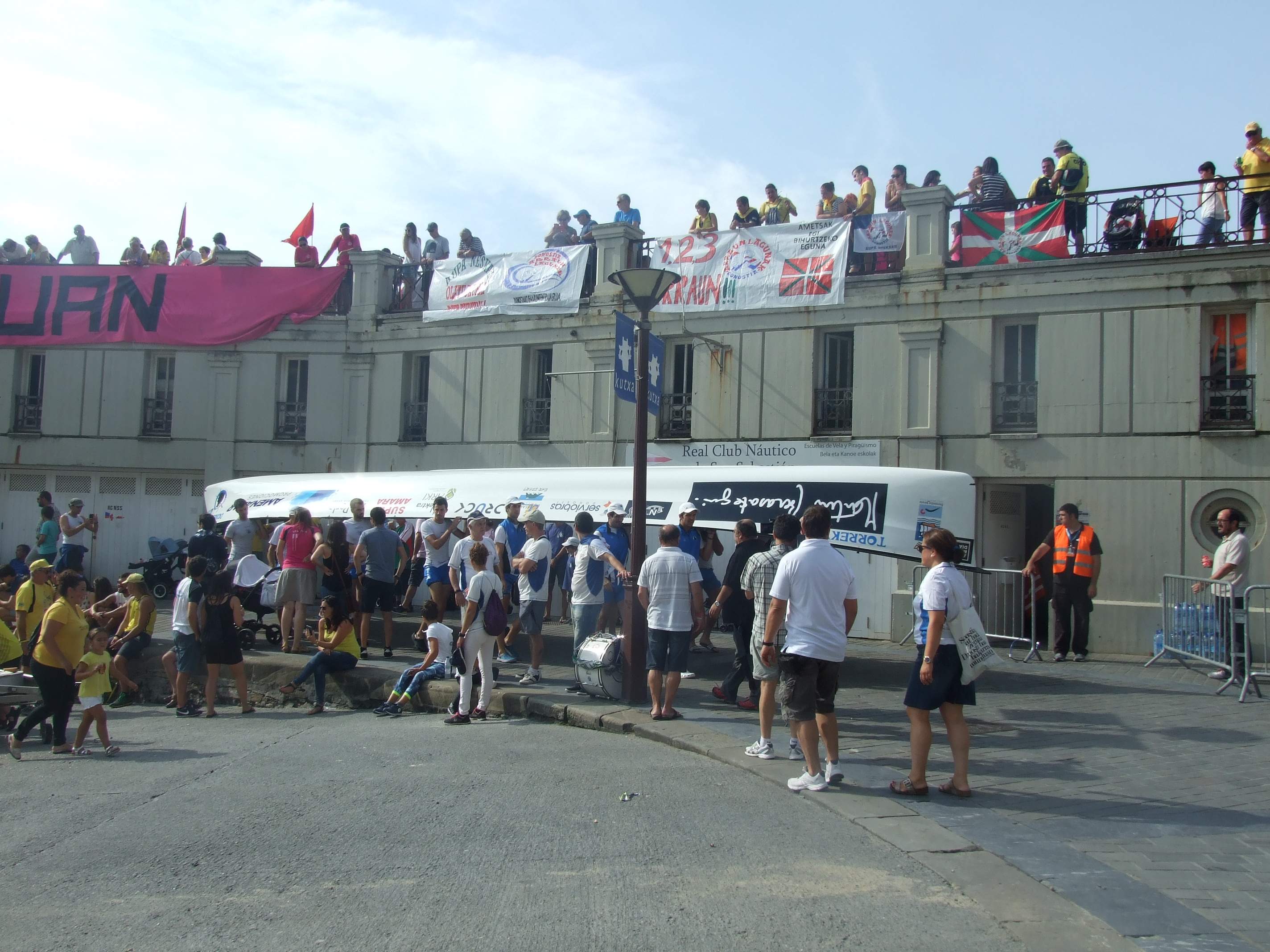
Salida de la trainera Donostiarra en la Bandera de la Concha 2016

De todos modos, dicha unión de recursos no parecía ser posible sobre la base de una nueva fusión de los clubs donostiarras, por lo que se planteó el proyecto de reunir los remeros de los distintos clubs de la ciudad, y unificarlos en una trainera conjunta.
En 2007, los clubs históricos Ur-Kirolak y Donostia Arraun Lagunak firmaron un convenio con el ayuntamiento, por el que se creaba un nuevo club Donostiarra, para dar cobertura a la trainera unificada que represente a la ciudad. En ella se reúnen los remeros de los diversos clubs donostiarras que suscriben el convenio, clubs que no sacan su propia trainera. En 2009, se unió el Club Deportivo Fortuna a la iniciativa y, del mismo modo, los remeros de Kiriko AKE, club donostiarra escindido de Fortuna, también reman en Donostiarra en la modalidad de trainera.
Tras algún desencuentro en el modo de gestionar el club, en 2017 Arraun Lagunak se consideró fuera del proyecto Donostiarra.

## Banco móvil

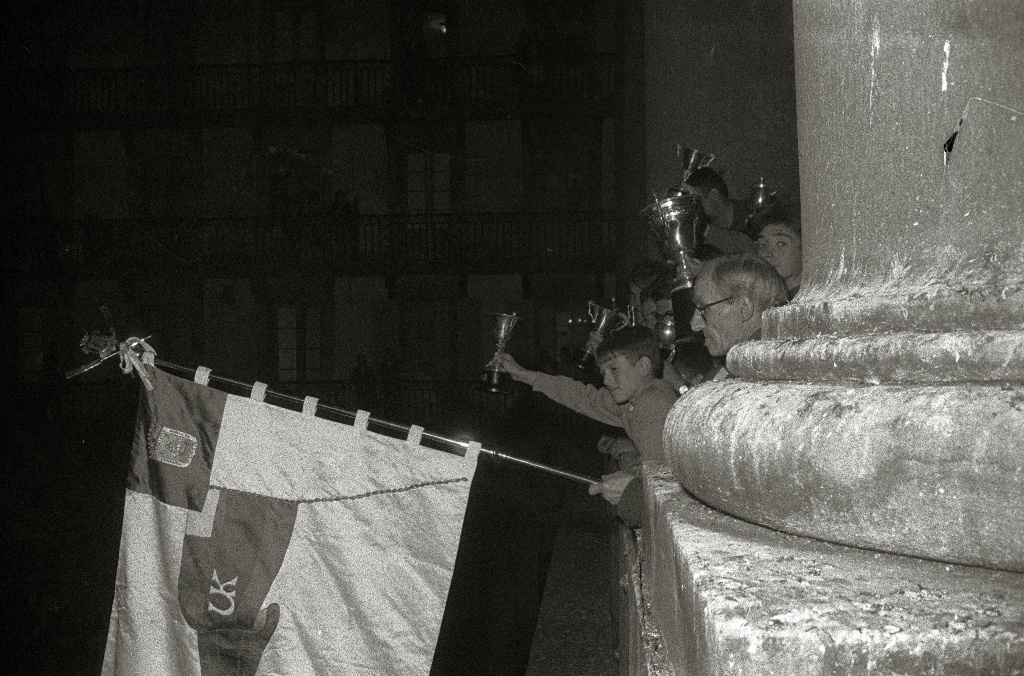
Recibimiento a Ur-Kirolak, recién proclamado Campeón de España de banco móvil (1964)

Podría decirse que San Sebastián fue la pionera del remo olímpico en el País Vasco, ya que los donostiarras empezaron a practicarlo desde la década de 1920, cosechando éxitos desde el mismo inicio y siendo referentes en el remo estatal durante décadas.
En 1922 se fundó Ur-Kirolak, con el propósito de practicar el remo en banco móvil. Comenzaron con una yola 4+, y posteriormente trabajaron todas las categorías del remo olímpico. Consiguieron Campeonatos de España y del País Vasco en numerosas ediciones y es uno de los clubs con mayores victorias del remo estatal de banco móvil: en total, han obtenido más de 120 medallas de oro en los campeonatos de España y más de 45 en los del País Vasco.
Es de remarcar la gesta de 1959, año en la que consiguieron en el campeonato de España la medalla de oro sénior en las cuatro categorías más importantes: 8+, 4+, 2+ y 1x. No hay que olvidar que el 8+ de Ur-Kirolak fue el que representó a la selección española en los Juegos Olímpicos de Roma de 1960. Del mismo club surgió la figura de Felix Erdozia, remero, entrenador y presidente, personaje de calado en este deporte, que ostentó el cargo de presidente de la Federación Española de Remo.
En 1965 se creó, Arraun Lagunak, club que también ha obtenido victorias importantes y ha dado campeones del Mundo como Benito Elizalde y Eulogio Genoba.

## Palmarés del remo donostiarra

### Bandera de la Concha
- 14 Banderas de la Concha: 1879, 1883, 1887, 1889, 1890, 1891, 1892, 1894, 1897, 1915, 1918, 1920, 1922 y 1950
- 18 segundos puestos: 1880, 1892, 1894, 1896, 1898, 1899, 1901, 1903, 1909, 1916, 1923, 1924, 1932, 1940, 1949, 1952, 1961 y 1983
- 27 terceros puestos: 1880, 1889, 1891, 1894, 1897, 1898, 1899, 1906, 1911, 1917, 1919, 1921, 1925, 1933, 1939, 1947, 1951, 1955, 1958, 1960, 1962, 1964, 1966, 1981, 1989, 1991 y 1992
- 1 Clasificatoria Bandera de la Concha: 1976

### Campeonato de España de Traineras
- 2 Campeonatos de España: 1945 y 1992
- 1 segundo puesto: 1965

### Campeonato del País Vasco de Traineras
- 1 Campeonato del País Vasco: 1992
- 1 segundo puesto: 2003

### Campeonato de Guipúzcoa de Traineras
- 2 segundos puestos: 1981 y 2000.

### Ligas
- 1 Liga ARC 1: 2017
- 1 Liga ARC 2: 2018
- 1 Liga Federativa:[17] 2003
- 1 Liga ABE (veteranos): 2022

### Banderas antiguas
- Desafío Donostia - Ondarroa: 1890
- 1 Bandera del Abra: 1919
- 1 Bandera de Santander (Campeonato de Cantabria): 1950
- 1 Copa del Generalísimo: 1962

### Banderas modernas
- 1 Bandera de Navarra: 1978
- 1 Memorial Bedia (Pedreña): 1984
- 2 Bandera de Pasajes: 1983, 2018
- 2 Banderas de Lequeitio: 1986, 2017
- 2 Banderas de Santander: 1989, 2003
- 2 Bandera de Ondárroa: 1989, 2004
- 3 Bandera Carmen: 1990, 1991, 1992
- 3 Banderas de Zumaia: 1991, 1992, 2017
- 1 Bandera de Fuenterrabía: 1991
- 2 Bandera Ciudad de Castro Urdiales: 1991, 2018
- 1 Bandera de Sestao: 1991
- 1 Bandera San Antolin de Lequeitio: 1992
- 1 Bandera de Biarriz: 1993
- 1 Bandera de Vigo: 1993
- 1 Bandera de Fortuna: 1993
- 1 Bandera de las Arenas: 1993
- 2 Banderas de Trintxerpe: 1993, 2002
- 1 Bandera Batera de Portugalete: 1998
- 1 Bandera Marina de Cudeyo: 2001, 2017
- 1 Bandera Donostia Arraun Lagunak: 2001
- 2 Banderas de Pontejos: 2001, 2002
- 3 Banderas de Guecho: 2003, 2019, 2022
- 1 Bandera de Orio (Liga Federativa): 2003
- 1 Bandera de Plencia: 2003
- 2 Bandera de Santurce: 2003, 2016
- 1 Bandera de Lutxana: 2006
- 1 Bandera de Ur-Kirolak: 2006
- 1 Bandera Fiesta del Besugo: 2015
- 1 Bandera de Santoña: 2015
- 2 Bandera Villa de Bilbao: 2015, 2017
- 1 Bandera de Portugalete: 2017
- 2 Bandera de Getaria: 2017, 2019
- 3 Bandera Kaiarriba: 2017, 2022, 2023
- 1 Bandera Camping de Aritzaleku: 2017
- 1 Bandera Año Jubilar Lebaniego: 2017
- 1 Bandera de Plencia: 2017
- 2 Bandera Promoción de Fuenterrabía: 2017, 2018
- 1 Bandera de Zarauz: 2017
- 1 Bandera de Camargo: 2018
- 1 Bandera de Laredo: 2018
- 1 Bandera Antiguako Ama (Ondarroa): 2019
- 1 Bandera de Lequeitio (pretemporada): 2019
- 1 Bandera Dynasol (Pedreña): 2019
- 1 Bandera CaixaBank: 2020
- 1 Bandera Barbanza Arousa: 2021
- 1 Descenso del Bidasoa: 2022
- 3 Bandera de Motrico: 2022, 2023, 2024
- 1 Bandera Petronor: 2022

### Trainerillas
- 1 Campeonato de España de Trainerillas: 1962
- 3 Ligas de Guipúzcoa de Trainerillas: 1961, 1962, 2022
- 1 Campeonato de Gipuzkoa de Trainerillas: 2022
- 4 Regatas de trainerillas de Zarautz: 1948, 1953, 1961 y 1963
- 1 Regata de trainerillas de Bermeo: 1961
- 1 Regara de trainerillas San Telmo: 2022

### Bateles
- 2 Campeonato de España de Bateles: 1948, 2019
- 7 Campeonatos de Guipúzcoa de Bateles: 1999, 2000, 2018, 2019, 2021, 2022, 2023
- 1 Regata de bateles de Tolosa: 1948

### Banco móvil
- 15 Campeonatos de España de modalidad 8+ ABM: 1949, 1954, 1955, 1956, 1957, 1959, 1960, 1961, 1962, 1963, 1964, 1965, 1966, 1967, 1992
- 9 Campeonatos de España de modalidad 4+ ABM: 1948, 1950, 1956, 1957, 1959, 1963, 1965, 1966, 1975 (B)

### Llaüt
- 1 Campeonato de España de Llaüts: 2013

## Traineras donostiarras en la Bandera de la Concha

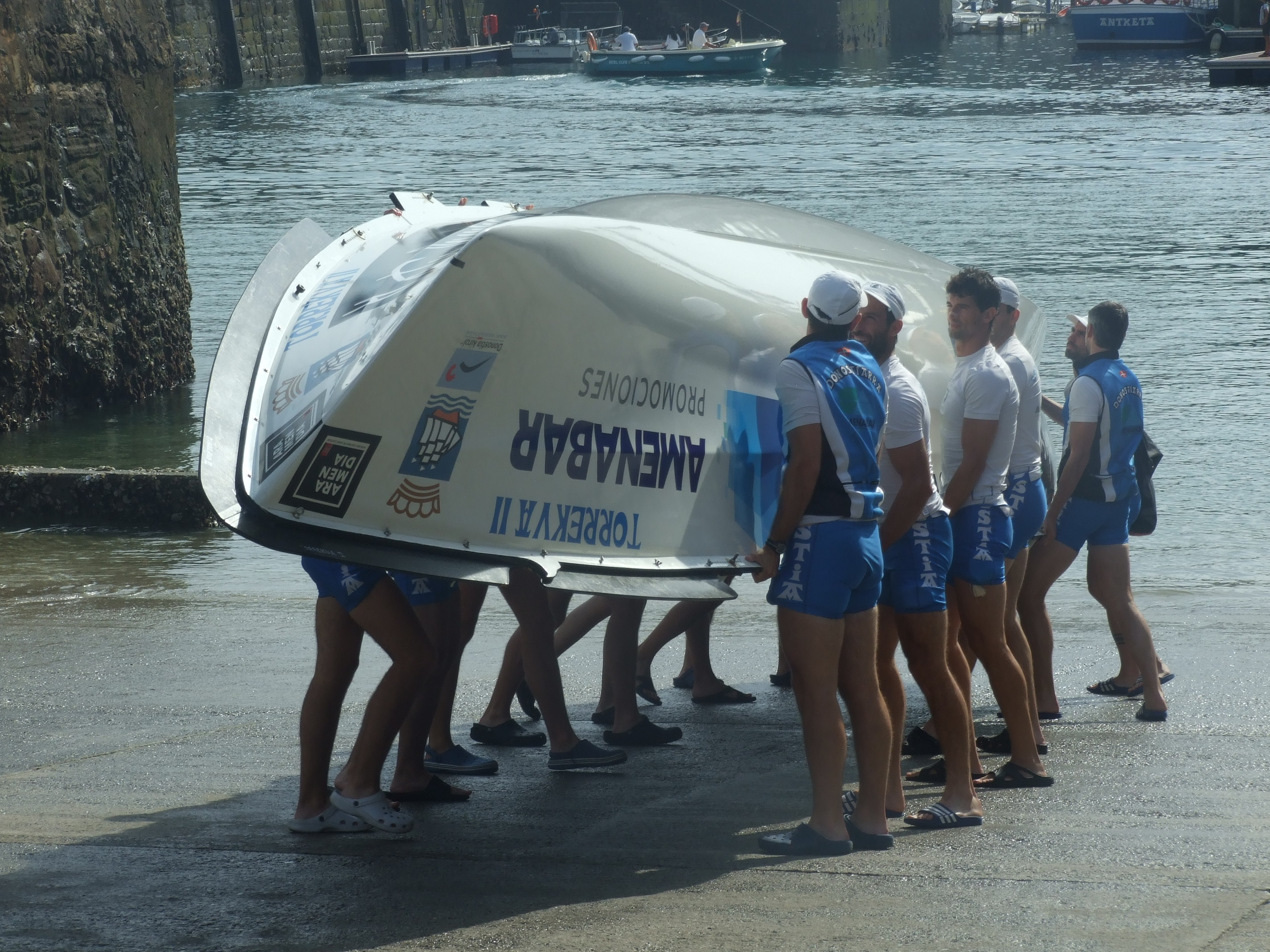
Remeros de Donostiarra en la Bandera de la Concha 2016

### Datos estadísticos
La Bandera de la Concha ha tenido 126 ediciones. En categoría masculina, habido alguna trainera de Donostia en 112 de esas ediciones, con un total de 161 traineras donostiarras a lo largo de la historia de la competición. Las traineras de la ciudad han ganado 14 banderas en la Concha, alcanzando 59 veces alguno de los tres primeros puestos del podio (ver sección "Palmarés").
Por otra parte, Donostia posee el récord de Banderas de la Concha ganadas consecutivamente, con un total de 7 banderas consecutivas (todas las del intervalo 1883-1894).
Además de las diversas cuadrillas de pescadores de los primeros años, en total han participado en la Bandera de le Concha 12 sociedades donostiarras a lo largo de la historia de la competición.
Participaciones de clubs donostiarras en la Bandera de la Concha
| Club            | N.º part. |
| Arraun Lagunak  | 15        |
| C.R. Donostia   | 15        |
| Ur-Kirolak      | 14        |
| Donostiarra     | 14        |
| Jaizkibel       | 8         |
| Esperanza       | 7         |
| Amaikak Bat     | 6         |
| Loiolatarra     | 6         |
| Empuje          | 2         |
| Fortuna         | 1         |
| Ibaeta          | 1         |
| Chimparta       | 1         |
| Otras traineras | 71        |

### Mejores registros
| Club        | Tiempo   | Año  |
| Donostiarra | 19:15.42 | 2021 |
| Donostiarra | 19:16.54 | 2021 |
| Donostiarra | 19:32.48 | 2017 |

| Club           | Tiempo   | Año  |
| Donostiarra    | 38:31.96 | 2021 |
| Donostiarra    | 39:36.62 | 2019 |
| Arraun Lagunak | 40:11.11 | 1921 |

### Patrones que han ganado la Bandera de la Concha con traineras donostiarras
- Kiriko (5): 1891, 1892, 1894, 1918, 1920
- Luis Karril (2): 1889, 1890
- Soterotxo (2): 1915, 1922
- Antonio Korta (1): 1950
- Francisco Silva (1): 1897
- Jose Mari Iturriza (1): 1887
- Joxe Jabier Uresberueta (1): 1883
- Juan Kruz Karril (1): 1879

## Traineras femeninas
En lo referente al remo femenino de banco fijo, los clubs donostiarras tuvieron durante años su recorrido en el ámbito de los botes cortos, bateles. En la época en la que los clubs femeninos competían con las categorías sénior y júnior mezcladas, lo que hoy día se llama categoría absoluta,  las donostiarras de Donostia Arraun Lagunak ganaron el campeonato del País Vasco y Guipúzcoa de bateles en varios años de la década de 1990.
El debut del remo donostiarra en la categoría de traineras fue en 2009, año en el que Ur-Kirolak conformó una trainera femenina por primera vez. Sólo participó en la primera jornada (eliminatoria) de la Bandera de la Concha.
Hubo que esperar varios años hasta la segunda iniciativa donostiarra de una trainera femenina, la de Arraun Lagunak, Esta vez, la trainera sí compitió por primera vez en 2015 en la Liga Guipuzcoana de traineras femeninas y después la de Donostiarra en 2017.
Desde 2016 en adelante, se establece, al igual que para la categoría masculina, que los participantes en la bandera sean ocho traineras, teniendo sólo la trainera de Donostiarra su plaza reservada sin clasificatoria previa. La trainera de Arraun Lagunak, quien sí debe disputar la regata clasificatoria, es quien en dos ocasiones se proclama ganadora de la Bandera de la Concha: 2021 y 2023. En ambas ocasiones con récord del campo de regatas. 
En lo referente a las ligas, Arraun Lagunak se clasificó en 2017 por primera vez para Liga Euskotren, y Donostiarra logró el ascenso en 2018, habiéndose proclamado campeonas de la primera Liga ETE. En 2021 la trainera femenina de Donostia Arraun Lagunak se proclamó campeona de Guipúzcoa, del País Vasco, de la Liga Euskotren y de la Bandera de la Concha. En 2023 vuelve a proclamarse ganadora de la Liga Euskotren y de la Bandera de la Concha.  

### Ligas
- 2 Liga Euskotren: 2021, 2023
- 1 Liga ETE: 2018

### Campeonatos
- 4 Campeonato de Euskadi de Traineras: 2020, 2021, 2022, 2023
- 2 Campeonato de Guipúzcoa de Traineras: 2021, 2023
- 2 Campeonato de Euskadi de Larga Distancia: 2020, 201

### Banderas
- 2 Bandera de la Concha: 2021, 2023
- 1 Bandera Fiesta del Besugo: 2016
- 5 Bandera de la Semana Grande: 2017, 2018, 2021, 2022, 2023
- 2 Descenso de traineras de Portugalete: 2018, 2023
- 2 Memorial Bilba (Deusto): 2018, 2019
- 3 Bandera Kaiarriba: 2018, 2021, 2023
- 2 Bandera de Orio: 2018, 2020
- 4 Bandera de Lequeitio: 2018, 2019, 2021, 2023
- 1 Bandera de Pasaia: 2018
- 1 Bandera de Ondarroa: 2018
- 1 Bandera de Ondarroa (ETE): 2018
- 1 Bandera de Colindres: 2018
- 2 Descenso de traineras de Fuenterrabía: 2020, 2023
- 1 Descenso de traineras de Orio: 2021
- 4 Descenso de traineras de San Pedro: 2021, 2022, 2023, 2024
- 1 Bandera Petronor: 2020
- 1 Bandera Caixabank: 2021
- 1 Bandera de Getxo: 2021
- 3 Bandera de Bilbao: 2021, 2022, 2023
- 2 Bandera de Santurce: 2021, 2023
- 1 Bandera de Isuntza: 2022
- 1 Bandera Ciudad de Coruña: 2023
- 2 Bandera de Fuenterrabía: 2021, 2023
- 1 Bandera Concello de Boiro: 2023.
- 1 Bandera de Zarauz: 2023

### Trainerillas
- 1 Campeonato de España de Trainerillas: 2021
- 1 Campeonato de Euskadi de Trainerillas: 2021
- 2 Campeonato de Guipúzcoa de Trainerillas: 2019, 2021

### Bateles
- 1 Campeonato de España de Bateles: 2020
- 5 Campeonatos del País Vasco de Bateles: 1998,1999, 2019, 2020, 2023
- 2  Campeonatos de Gipuzkoa de Bateles: 1998, 1999